# 欲望号街车 (1951年电影)
《欲望号街车》（英語：A Streetcar Named Desire）是一部1951年的美國電影，改編自田納西·威廉斯的著名劇作。電影由马龙·白兰度和费雯·丽主演。两人片中精彩的表現，让扮演流氓无产者斯坦利的白兰度获得第一次奥斯卡最佳男主角奖提名，而扮演堕落女性布兰奇·杜波依斯的费雯丽获得了她本人的第二个奥斯卡最佳女主角奖。

## 劇情
布蘭奇·杜布瓦（Blanche DuBois）家道中落，投靠已出嫁的妹妹史黛拉·柯文斯基（Stella Kowalski）並告訴她失去了「美夢莊園（Belle Rêve）」。她搭乘新奥尔良有轨电车的「慾望」街車到新奥爾良的「天堂大道（Elysian Field Avenue）」，找到史黛拉和她丈夫史丹利·柯文斯基（Stanley Kowalski）的住處。這對夫妻住在一樓，樓上則住著房東尤妮絲（Eunice）夫婦。布蘭奇告訴史黛拉莊園的事，並跟史丹利交談，說自己是位高中英文老師，結過一次婚。但是在她去沐浴的時候，史黛拉幫忙整理她的行李，史丹利卻從行李中發現布蘭奇有許多奢侈品，照理說只靠老師的薪水根本不可能買，因此開始懷疑布蘭奇是否在騙他們。布蘭奇是個敏感的人，不能接受批評，因此史黛拉千交代萬交代史丹利要待她好點，但是相信拿破崙法典、直率又有些粗暴的史丹利不聽。向來服從史丹利的史黛拉也從此常常為了布蘭奇跟史丹利吵架。
史丹利晚上常常約尤妮絲的丈夫和工廠的同事到家裡打牌，這回史黛拉決定帶布蘭奇去看戲以避免這種尷尬場面。但是她們看完戲回到家，這四個男人的牌局還沒結束。兩人於是留在門簾後。史丹利同事中的米奇（Mitch）從洗手間出來第一次跟布蘭奇攀談。布蘭奇想聽音樂，史丹利卻嫌吵把它關掉。米奇又要用洗手間，剛好史黛拉在裡面，布蘭奇告訴米奇自己未婚，並請他幫忙掛上自己在中國商店買的紙燈籠。米奇也喜歡上布蘭奇。布蘭奇又打開收音機，史丹利一怒之下把收音機丟出窗外，史黛拉也生氣了，立刻把每個人都給轟出去。一陣混亂之後，史黛拉和布蘭奇到樓上尤妮絲家去。史丹利在樓下大聲嚷著史黛拉的名字，尤妮絲叫史黛拉不要回應，但是禁不住史丹利一再叫喚，史黛拉還是回去了，而布蘭奇也跟著回去。
第二天史丹利把收音機拿去修理時，布蘭奇告訴史黛拉她對史丹利的想法，並要史黛拉想想她們受過的教育。她覺得史丹利是個「原始社會留下來的人」，史黛拉聽了有些不高興。這時史丹利回來了。
這天布蘭奇告訴史黛拉她對一個叫做雪波‧杭特雷的人說謊的時候，尤妮絲正好和史蒂夫吵架，從樓上逃了出來，揚言要報警。不久史丹利回家問起這件事，並告訴史黛拉尤妮絲去喝了一杯。布蘭奇問史丹利的星座，史丹利則問她有沒有聽過一個名叫修的人，因為這位修見過布蘭奇，還知道她在一家叫做「紅鶴（Flamingo）」的酒店待過，布蘭奇則回應那種地方她想都不會想去。這時因為他們要參加一場舞會，史丹利和史黛拉約好下午四點會場見之後就出門了，不久史黛拉跟著出去，留下布蘭奇等待米奇來接他。其中有個為雜誌社工作的青年來推銷，布蘭奇和他發生了關係。青年離開後不久，米奇就來了。
舞會之中布蘭奇把自己和米奇當作《茶花女》的男女主角，並問起米奇會不會法文，米奇答說不會。布蘭奇卻自顧自的用法文說了些挑逗的話，然後告訴米奇過去她曾跟一個男孩結婚，但是婚後她才發現原來那個男孩是同性戀，她一氣之下說出了「你讓我覺得噁心（You disgusted me.）」這樣的話。不久之後她就聽到一聲槍響，原來那男孩舉槍自盡了。米奇很同情布蘭奇，告訴她自己會照顧她。
布蘭奇生日時，他們買了個蛋糕幫她做生日。布蘭奇一直稱有波蘭血統的史丹利為「波蘭佬（polak）又要他說笑話，本來就不太高興的史丹利更加憤怒，史黛拉要他幫忙收桌子的時候，他一氣之下把桌上的盤子掃到地上。
史丹利經過層層調查之後，發現布蘭奇說的全都是謊話，也告訴米奇。不僅史丹利去找布蘭奇興師問罪，米奇也懷疑為何每次他們約會布蘭奇總是希望約在晚上或黑暗的地方，而他總是看不到她的臉。他也去查證，知道真相之後，隨即到史丹利家找布蘭奇問個清楚，把她推到燈光下要看清楚她的臉，這才發現布蘭奇已經不年輕了。她並不是自己請辭的，而是發生師生戀後被學校解聘，另外她確實在一家酒店待過，不過店名不是紅鶴，而是「大蜘蛛」。當時布蘭奇想請他喝酒，但米奇說自己「不喝史丹利的酒」。兩人衝突之中，布蘭奇又出現幻聽的現象了。真相大白後，布蘭奇發誓她講自己的感覺是真心的，問米奇是否仍願意娶她，米奇失望之虞回答了「不」，痛苦無助的布蘭奇立刻把他趕出門去。
布蘭奇收拾行李，希望能離開這裡，卻被剛從醫院回來的史丹利撞見了。因為他們的女兒可能早上才會出生，所以醫院要他先回來休息。布蘭奇說要去加勒比海，史丹利怎麼也不讓她走，一直以言語攻擊她，布蘭奇想打電話向雪波求助，卻是一點辦法也沒有。最後史丹利終於強暴了她。
此後布蘭奇愈來愈神志不清，說話開始語無倫次。有天當她在梳頭「要等某人」時，史黛拉和尤妮絲一直說她好看。史丹利、米奇等人也在場。等到布蘭奇準備好時，剛好有人敲門，尤妮絲看過後告訴布蘭奇她等的人來了，布蘭奇興奮的去開門，沒想到走進來的竟是三個精神病院人員，粗魯的檢查完布蘭奇有無皮膚病後，他們強行押著布蘭奇到精神病院去。一旁的米奇低著頭，傷心欲絕。史黛拉則怎麼樣也阻止不了這些人，大夢初醒似的喊著「我對我姊姊做了什麼了（What have I done to my sister）」。布蘭奇對那三人說「無論你們是誰，我一直都依靠陌生人的好心而活（Whoever you are, I have always depended on the kindness of strangers）」。電影版中史黛拉看到這樣的結果，一氣之下又帶著女兒跑到尤妮絲家去，任憑樓下史丹利再怎麼嘶聲力竭的叫喚，她發誓絕不再回去了......

## 演员

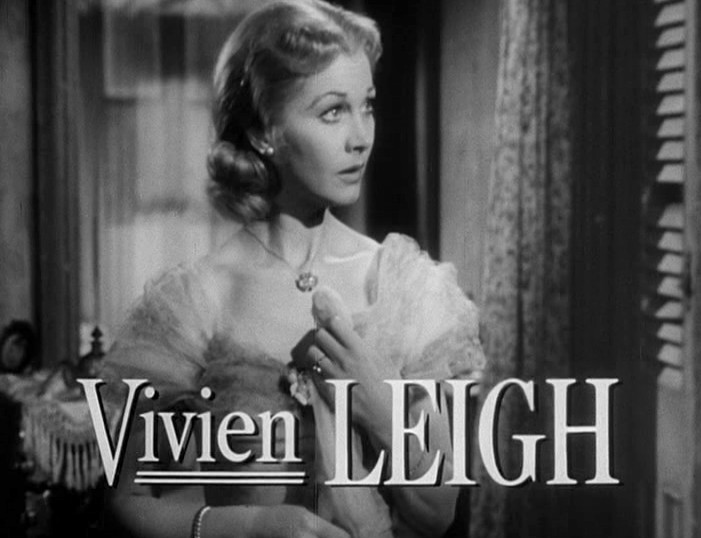
费雯·丽在《欲望号街车》中饰演布兰奇·杜波依斯。

- 费雯·丽 - 布兰奇·杜波依斯 - Blanche DuBois
- 马龙·白兰度 - 斯坦利·科瓦尔斯基 - Stanley Kowalski
- 金·杭特 - 史黛拉·科瓦尔斯基 - Stella Kowalski
- 卡尔·莫尔登 - 哈罗德·米切尔（米奇）- Harold “Mitch” Mitchell
- 佩格·希威斯 - 尤妮斯·哈贝尔 - Eunice
- 鲁迪·邦德 - 史蒂夫·哈贝尔 - Steve
- 尼克·丹尼斯 - 巴勃罗·冈萨雷斯 - Pablo
- 米基·库恩 - 水手
- 赖特·金 - 收报人
- 埃德纳·托马斯 - 卖花女
- 理查德·加里克 - 医生
- 安·德尔 - 护士
- 约翰·乔治 - 过路人

## 反响
这部电影一经发布，就获得了极高的赞誉。《纽约时报》评论家柏斯利‧克勞瑟表示，“内心的折磨很少在银幕上以一种如此灵敏和清晰的方式得到表现”，并赞扬了费雯·丽和马龙·白兰度的表演。电影评论家罗杰·埃伯特也对这部电影表示了赞赏。该影片目前在爛番茄網站上收到59篇评论，新鲜度为98％。
《欲望号街车》在第24屆奧斯卡金像獎上获得四项大奖。这部电影成为第一部同时在三个表演类别中得奖的电影，创下了奥斯卡纪录（这一壮举可与之匹敌的只有《電視台風雲》）。它获得的奖项包括最佳女主角奖（费雯·丽）、最佳男配角奖（卡尔·莫尔登）、最佳女配角奖（金·杭特），以及最佳艺术指导奖。
| 奖项                 | 结果 | 备注                                                                      |
| -------------------- | ---- | ------------------------------------------------------------------------- |
| 奥斯卡最佳影片奖     | 提名 | 制片人查尔斯·K·费尔德曼 获奖者为阿瑟·弗里德（米高梅）《一個美國人在巴黎》 |
| 奥斯卡最佳导演奖     | 提名 | 伊利亚·卡赞 获奖者为乔治·史蒂文斯《郎心似鐵》                             |
| 奥斯卡最佳男主角奖   | 提名 | 马龙·白兰度 获奖者为亨弗莱·鲍嘉《非洲女王号》                             |
| 奥斯卡最佳女主角奖   | 獲獎 | 费雯·丽                                                                   |
| 奧斯卡最佳改編劇本獎 | 提名 | 田纳西·威廉斯 获奖者为哈里·布朗和迈克尔·威尔逊《郎心似鐵》                |
| 奥斯卡最佳男配角奖   | 獲獎 | 卡尔·莫尔登                                                               |
| 奥斯卡最佳女配角奖   | 獲獎 | 金·杭特                                                                   |
| 奥斯卡最佳艺术指导奖 | 獲獎 | 理查德·戴和乔治·霍普金斯                                                  |
| 奧斯卡最佳攝影獎     | 提名 | 哈利·斯特拉德林 获奖者为威廉·梅勒《郎心似鐵》                             |
| 奥斯卡最佳服装设计奖 | 提名 | 卢辛达·巴拉德 获奖者为伊迪丝·海德《郎心似鐵》                             |
| 奥斯卡最佳原创音乐奖 | 提名 | 亚历克士·诺斯 获奖者为弗朗茨·沃克斯曼《郎心似鐵》                         |
| 奥斯卡最佳录音奖     | 提名 | 纳丹·李文森 获奖者为道格拉斯·希勒《伟大的卡鲁索》                         |

美国电影学会的认可
- 1998年AFI百年百大電影第45名
- 2002年AFI百年百大愛情電影第67名
- 2005年AFI百年百大电影台词：
  - “史黛拉！嘿，史黛拉！”（"Stella! Hey, Stella!"）第45名
  - “我总是指望陌生人的慈悲。”（"I've always depended on the kindness of strangers,"）第75名
- 2005年AFI百年电影史电影配乐第19名
- 2007年AFI百年百大电影第47名